# Urbán-dombi Remete-akna
Az Urbán-dombi Remete-akna a Duna–Ipoly Nemzeti Parkban lévő Pilis hegységben, Pilisszentkereszten található egyik barlang. Turista útikalauzokban is ismertetve van az üreg.

## Leírás
Pilisszentkereszt külterületén, az Urbán-domb D-i részén van a barlang függőleges tengelyirányú bejárata. Az engedély nélkül járható barlang megtekintéséhez kötéltechnikai eszközök használata szükséges.
Előfordul a barlang az irodalmában Remete-luk (Kraus 1997) néven is. 1997-ben volt először Urbán-dombi Remete-akna néven nevezve a barlang az irodalmában.

## Kutatástörténet
A Turisták Lapja 1937. évi évfolyamában az van írva, hogy a Remetelyuk Pilisszentkereszt határában, a Két-bükkfa-nyereg előtt, az Urbán-domb D-i oldalán fekszik. A barlangot 1913-ban Szücs Gyula ismertette. Schőnviszky Lászlóék többször keresték, míg végül körülbelül a megadott helyen találtak egy kis zsombolyszerű lyukat, amely azonban nem teljesen hasonló a Szücs Gyula által leírt barlanghoz. A szűk lyuk kb. 6 m-t halad lefelé és egy 6 m-es kis üregbe nyílik, amely Ny-i irányban egy 4 m-es kis odúval végződik. A barlang a Pilis hegy tömbjéhez tartozó dachsteini mészkőben jött létre.
Az 1974-ben megjelent, Pilis útikalauz című könyvben szó van arról, hogy a Szopláki-ördöglyuktól É-ra, a zöld jelzésű turistaút K-i oldalán, a fák között felbukkanó mészkősziklákban van két kis barlang. Az 1981. évi MKBT Beszámolóban az van írva, hogy a Foton Barlangkutató Csoport a Szopláki-ördöglyuk és a dobogókői műút között fekvő dombon 1981-ben feltárt két kis üreget, amelyek közül az egyik 3 m hosszú, a másik pedig 12 m hosszú. Az 1991-ben napvilágot látott útikalauzban meg van ismételve az 1974-es útikalauzban található, Urbán-dombi Remete-aknára vonatkozó utalás.
A Troglonauta Barlangkutató Csoport 1993. évi jelentésében szó van arról, hogy a Remete-lyuk (Urbán-dombi sziklaüreg) a Két-bükkfa-nyereg előtt, az Urbán-domb D-i oldalán van. A nyeregtől Pilisszentkereszt felé gyalog kell haladni (Ézsiás György szerint a műúton) az első S kanyarig, majd itt az útjelző táblától jobbra, kb. 150 m-re, egy kis mellékhegy sziklás kúpján található. A kis üregnek zsombolyszerű (?) a bejárata. A barlang hossza 2 m, magassága (?) 1,8 m. Más leírás szerint (1981) ezen a területen két (egy 3 m-es és egy 12 m-es) üreget találtak a Foton Barlangkutató Csoport tagjai. A leírt helyen felmért Kárpát József egy Remete-lyuk nevű, kb. 3 m-es üreget. Ezt Ézsiás Györgyék is ismerik, mert jártak benne. Megközelíthető a nyeregből DK-re, a zöld jelzésű turistaúton gyalogolva, majd párszáz méter után balra (É-ra) felkanyarodva. Könnyű megtalálni, de nem zsombolyszerű a bejárata.
Az 1981-es leírásban szereplő, 12 m-es üreget Ézsiás Györgyék nem ismerik. A régi irodalom a Remete-lyukat folyamatosan nagyon feltöltődő, mély zsombolyszerű üregnek ismerteti. Ézsiás György szerint ezért egy barlang biztosan van, de lehet, hogy négy. Ez azért lehetséges, mert ha az 1981-ben talált két üreg nem azonos az ismert (nem a régi) Remete-lyukkal és nem zsombolyszerűek, akkor rajtuk kívül ott van az ismert Remete-lyuk, illetve a régi, zsombolyszerű Remete-lyuk. Elképzelhető, hogy ez az utóbbi eltömődött. Ézsiás György érdekességként idézte a Turisták Lapja 1930. évi és 1937. évi évfolyamában kiadott, Remete-lyukat bemutató két barlangleírást, mert az azokban említett méretek nem egyeznek egyik fentebbivel sem.
1997. május 17-én Regős József mérte fel az Urbán-dombi Remete-aknát, majd 1997-ben Kraus Sándor a felmérés alapján megszerkesztette a barlang alaprajz térképét, hosszmetszet térképét és keresztmetszet térképét. A három térképen 1:50 méretarányban van bemutatva a barlang. Az alaprajz térképen látható a hosszmetszet és a keresztmetszet elhelyezkedése a barlangban. 1997. május 17-én Kraus Sándor rajzolt helyszínrajzot, amelyen a Szoplak-völgy üregeinek földrajzi elhelyezkedése van ábrázolva. A rajzon látható a Remete-akna földrajzi elhelyezkedése. Kraus Sándor 1997. évi beszámolójában az olvasható, hogy az 1997 előtt ismeretlen Urbán-dombi Remete-aknának 1997-ben készült el a térképe. Az Urbán-dombi Remete-akna és a Remete-lyuk keverve van. A jelentésbe bekerült az 1997-ben készült helyszínrajz.